# Luisa Anguissola-Scotti

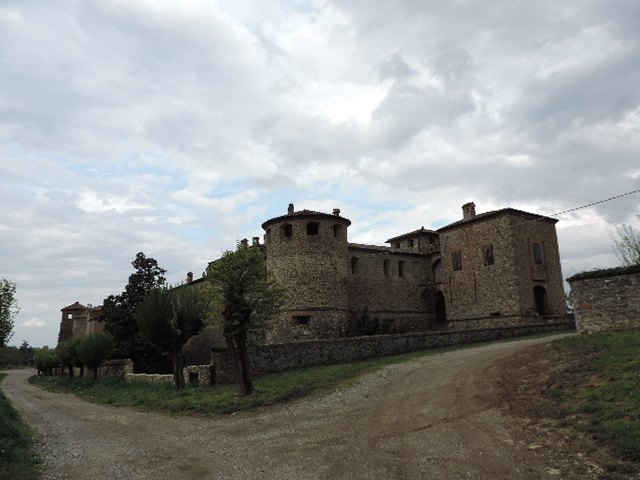
Castello di Agazzano.

Luisa Anguissola-Scotti (29 marzo 1903 – Roma, 26 giugno 2008) è stata una nobildonna italiana.

## Biografia
Era figlia di Ranuzio Anguissola-Scotti, conte di Podenzano e Ville, della nobile famiglia Anguissola-Scotti, originata a metà del 1700 dal matrimonio di Margherita Scotti con Girolamo Anguissola.
Ereditò dalla famiglia la proprietà del castello di famiglia ad Agazzano, passato in proprietà ai Gonzaga di Vescovato, imparentati con gli Scotti sin dal 1400.
Morì a Roma nel 2008.

## Discendenza
Il 20 ottobre 1937 sposò a Piacenza il generale Ferrante Vincenzo Gonzaga, Principe del Sacro Romano Impero, Capo del Casato dei Gonzaga, Marchese di Vescovato e Marchese del Vodice, ed ebbero tre figli:
- Maurizio Ferrante (nato nel 1938), Principe, attuale Capo della famiglia Gonzaga, 15º marchese di Vescovato, 3º marchese del Vodice, conte di Villanova, conte di Cassolnovo e patrizio Veneto (nato a Roma il 4 settembre 1938)[6];
- Corrado Alessandro (*Roma, 10 luglio 1941 - †Piacenza, 23 gennaio 2021), Principe, signore di Vescovato e patrizio veneto[7];
- Isabella (nata a Roma il 15 novembre 1942), sposò Hans Otto Heidkamp.